# Svetlana Slapšak
Svetlana Slapšak (* 18. Januar 1948 in Belgrad, Jugoslawien) ist eine slowenische Anthropologin, Klassische Philologin, Schriftstellerin und Übersetzerin serbischer Herkunft.

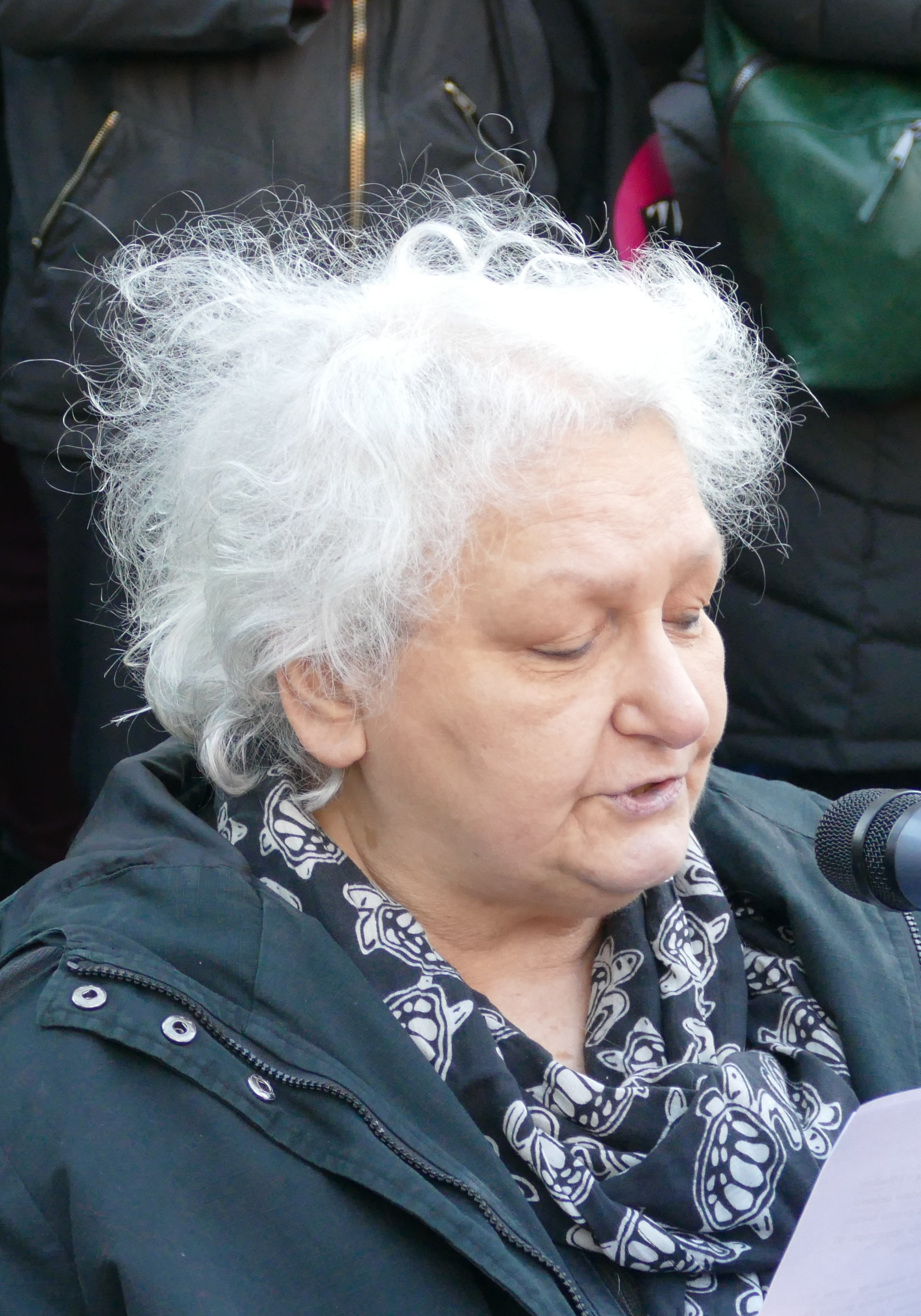
Svetlana Slapšak 2020 in Ljubljana

## Leben und Werk
Slapšak studierte Klassische Philologie an der Philosophischen Fakultät der Universität Belgrad und schloss das Studium 1976 mit Diplom ab. 1984 promovierte sie ebendort. Von 1972 bis 1988 arbeitete sie am Institut für Literatur und Kunst. Slapšak sah sich seit ihrer Studienzeit aufgrund ihrer kritischen Haltung politischen Repressalien ausgesetzt: Dreimal wurde ihr der Reisepass für mehrere Jahre abgenommen, 1988 aufgrund von Denunziationsvorwürfen aus ihrer Anstellung entlassen, obwohl sie später von allen Vorwürfen freigesprochen wurde. Slapšak war bereits seit 1986 Dozentin für serbische und montenegrinische Literatur an der Philosophischen Fakultät der Universität Ljubljana und zog 1991 endgültig nach Slowenien. 1993 wurde ihr die slowenische Staatsbürgerschaft zugesprochen. Von 1995 bis 2012 unterrichtete sie im Rahmen des Studiengangs Kultursoziologie an der Philosophischen Fakultät der Universität Ljubljana. Darüber hinaus war sie von 2002 bis 2013 ordentliche Professorin für antike Anthropologie, Gender Studies und Balkanologie am Institutum Studiorum Humanitatis in Ljubljana, dessen Dekanin sie ab 2003 ebenfalls war. Von 2009 bis 2013 war sie Direktorin des serbischen Kulturzentrums Danilo Kiš in Ljubljana, seither ist sie dessen künstlerische Leiterin.
Svetlana Slapšak ist für ihr humanitäres Engagement bekannt. Bereits zu Zeiten Jugoslawiens setzte sie sich intensiv für die Meinungsfreiheit von Schriftstellern in Jugoslawien ein und veröffentlichte über 50 Petitionen zur Freilassung von Intellektuellen, unter anderem von Tomaž Šalamun, Janez Janša und Adem Demaçi. Außerdem bot sie während der Jugoslawienkriege Flüchtlingen Zuflucht. Sie war am Projekt „1000 Friedensfrauen“ beteiligt, das 2005 für den Friedensnobelpreis vorgeschlagen wurde. Sie gilt als scharfsinnige Kommentatorin und aufmerksame Beobachterin der postjugoslawischen Kulturen und ist Unterzeichnerin der Deklaration zur gemeinsamen Sprache.
Slapšak ist Autorin zahlreicher Bücher und Studien verschiedener Fachrichtungen: Alte Geschichte, Anthropologie, Balkanologie und Gender Studies. Ebenso veröffentlichte sie drei Romane auf Slowenisch. Darüber hinaus übersetzte sie zahlreiche Werke aus dem Slowenischen, Lateinischen, Alt- und Neugriechischen, Französischen und Englischen ins Serbische und Slowenische.